# Benissa
Benisa (ve Valencijštině a oficiálně Benissa ) je obec a město ve Valencijském společenství ve Španělsku. Nachází se na severovýchodě provincie Alicante, v comarce Marina Alta. Má rozlohu 69,7 km² a má 4 km pobřeží. Má 10 879 obyvatel (INE 2017).

## Geografie

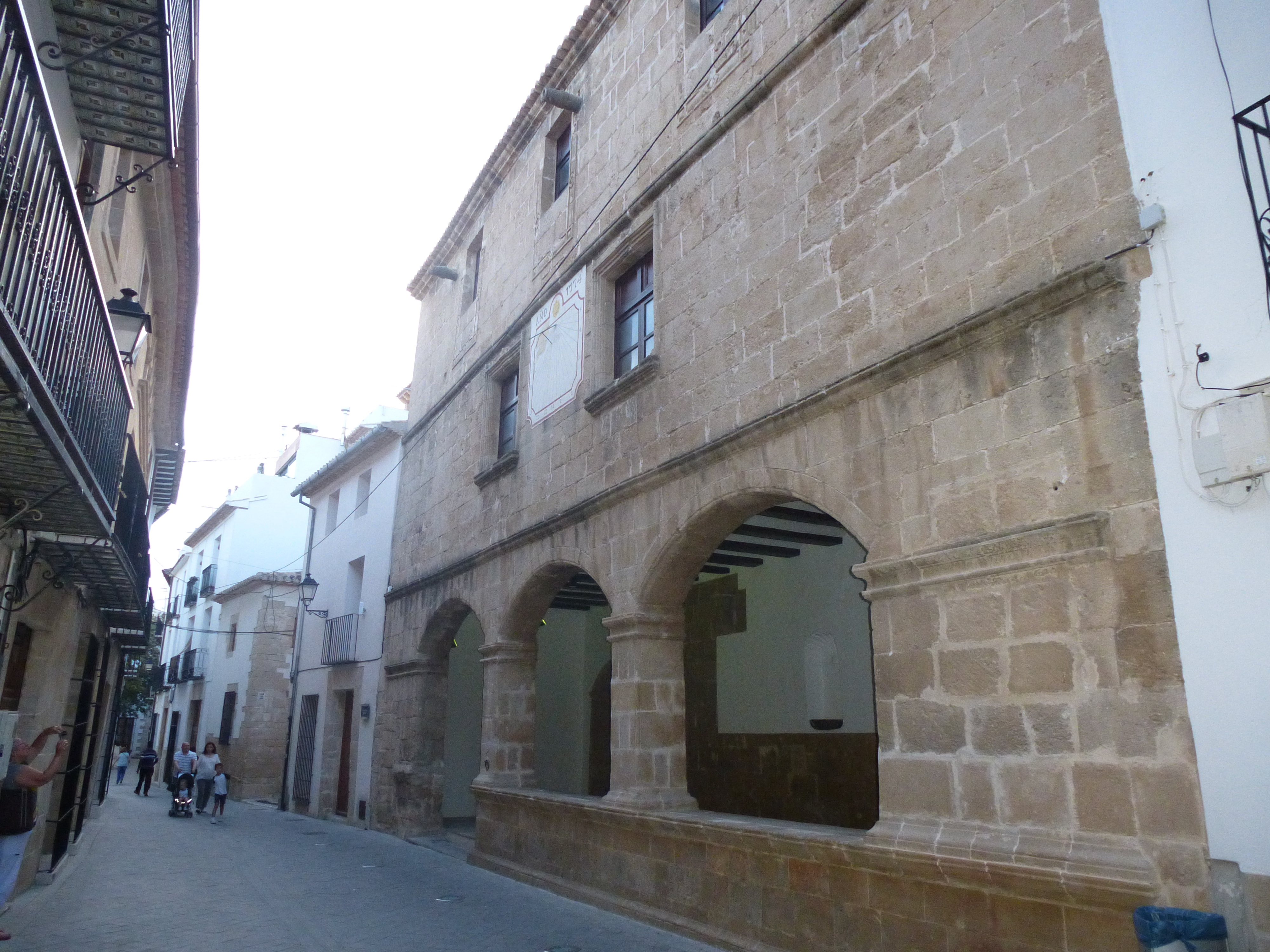
Sala del Consell, Benissa

Území obce Benissa má obdélníkový tvar s různorodou orografií. Od pobřeží, tvořeného převážně malými zátokami a útesy, až po hornaté oblasti, tvořené pohořími Oltá, La Solana, La Malla Verda a nejvýznamnějším pohořím Sierra de Bernia, vysokým téměř 1200 metrů. Centrum města se nachází v nadmořské výšce kolem 200 metrů. Na 4 km pobřeží obce se nacházejí zátoky a pláže s pískem, štěrkem nebo oblázky, s kamenitým dnem, které jsou vhodné pro potápění a plachtění. Ze všech je nejoblíbenější pláž La Fustera, která nabízí největší počet služeb a prostor pro sport a dětské hry.
V Benise je také přístav Les Basetes, který se nachází téměř na hranici s obcí Calp a nabízí služby baru, restaurace, školy plachtění a potápěčského centra.

### Transport
Obec je dokonale propojena s ostatními městy na pobřeží Costa Blanca, Španělskem a zbytkem Evropy prostřednictvím státní silnice N-332, která prochází centrem města, dálnice AP-7 s výjezdem - Benissa, úzkokolejné železnice FGV (vlak Marina) a autobusů, které pokrývají jak vnitrostátní, tak mezinárodní linky.

## Historie
Různé nálezy naznačují, že v oblasti Benissy probíhala aktivita již v prehistoriu. Na pohyb Římanů těmito oblastmi poukazuje také nález tří malých jeskynních maleb ve venkovské oblasti Pinos, mincí, amfor atd..
Toponymum Benisa pochází z arabštiny: بني عسى Beni Isa neboli "synové Isovi", což je kmenové jméno, stejně jako u mnoha dalších měst ve španělské Levantě. I dnes si většina venkovských částí zachovává původní arabský název: La Alfama, Rápita, Rafalet a další. To potvrzuje historickou tezi, která poukazuje na existenci významného arabského populačního centra v době, kdy do Benisy v roce 1248 dorazila vojska Jakuba I. Aragonského a připojila toto místo k Valencijskému království.
Spolu s Alteou, Calpem a Teuladou tvořila Benissa součást panství, jehož jedním z pánů byl Roger de Lauria. V průběhu 15. a 16. století se stala obětí četných útoků berberských pirátů. Obyvatelstvo bylo nadále převážně muslimské, i když rozptýlené po venkově, zatímco křesťanské obyvatelstvo se usazovalo hlavně v centru města. Proto po vyhnání Maurů v roce 1609 následovalo opětovné osídlení lidmi z Pyrenejí, Katalánska a Aragonie, kteří přistoupili k ohrazení vesnice.

## Demografie
Benisa měla v roce 2012 13 808 obyvatel (INE 2012), z nichž 44,5 % byli cizinci. Většina z nich pocházela z jiných zemí Evropské unie, především z Německa a Spojeného království.
| Demografický vývoj Benissy | Demografický vývoj Benissy | Demografický vývoj Benissy | Demografický vývoj Benissy | Demografický vývoj Benissy | Demografický vývoj Benissy | Demografický vývoj Benissy | Demografický vývoj Benissy | Demografický vývoj Benissy | Demografický vývoj Benissy | Demografický vývoj Benissy | Demografický vývoj Benissy | Demografický vývoj Benissy | Demografický vývoj Benissy | Demografický vývoj Benissy | Demografický vývoj Benissy | Demografický vývoj Benissy | Demografický vývoj Benissy | Demografický vývoj Benissy | Demografický vývoj Benissy |
|                            | 1857                       | 1887                       | 1900                       | 1910                       | 1920                       | 1930                       | 1940                       | 1950                       | 1960                       | 1970                       | 1981                       | 1991                       | 2000                       | 2006                       | 2007                       | 2008                       | 2009                       | 2012                       | 2020                       |
| -------------------------- | -------------------------- | -------------------------- | -------------------------- | -------------------------- | -------------------------- | -------------------------- | -------------------------- | -------------------------- | -------------------------- | -------------------------- | -------------------------- | -------------------------- | -------------------------- | -------------------------- | -------------------------- | -------------------------- | -------------------------- | -------------------------- | -------------------------- |
| Počet obyvatel             | 4231                       | 5288                       | 5706                       | 5672                       | 5931                       | 6026                       | 6036                       | 5704                       | 5023                       | 5665                       | 7023                       | 8583                       | 10 078                     | 12 424                     | 13 140                     | 14 840                     | 254                        | 13 808                     | 11288                      |

## Budovy a památky
- Radnice: Nachází se na náměstí Plaza del Portal. Byla postavena na místě staré městské nemocnice postavené v roce 1790. Dlouhou dobu sloužila jako útulek pro nemocné a potřebné.

- Iglesia de la Purísima Concepción (kostel Neposkvrněného početí): kostel v novogotickém slohu. Pro své rozměry je také znám jako Katedrála námořnictva (Catedral de la Marina). Jeho stavba byla dokončena v roce 1929.

- Plaza de la Iglesia Vieja (Staré kostelní náměstí): Zde byl ve 14. století postaven opevněný kostel sv. Petra (Fortaleza de San Pedro). V 16. století byl přestavěn a této podobě zůstal až do svého zboření na počátku 50. let 20. století. Dnes je to odlehlé náměstí, které se využívá mimo jiné k různým kulturním akcím.

- Sídlo univerzity v Alicante: Panské domy a zámečky z 18. století, které v současnosti tvoří významné vzdělávací centrum univerzity v Alicante.

- La Lonja: Jedná se o nejstarší památku v obci. Pochází z 16. století. V 20. století slouží pro výstavy vysoké umělecké a kulturní hodnoty. Má středověký charakter, skládá se ze tří bloků s arkádou z opukového zdiva o třech oknech v přízemí. V horním patře v minulosti sídlila radnice a spodní část byla určena pro obchodníky.

- Riberero: Riberero je symbolická socha a připomíná rolníky z Benissy, kteří se dvakrát ročně stěhovali na valencijské pobřeží, aby zde zasadili a sklidili rýži. Objevuje se v jako modlící, protože rolníci udržovali zvyk modlit se před cestou na pobřeží před svatým kamenem.

- Casa cultura: (Kulturní dům) Palác rodiny Torres-Orduña, v němž se v současnosti nachází knihovna, výstavní sály, učebny a shromažďovací sál pro oslavy různých akcí a událostí.

- Casa de Juan Vives: (Dům Juana Vivese) Podle pověsti majitelé hostili dva poutníky, kteří při odchodu z domu na důkaz vděčnosti darovali majitelům zázračný obraz Neposkvrněného početí Panny Marie, která se stala patronkou obce.

- Casa de la Juventud: (Dům mládeže) Budova sloužila jako tržiště. V přízemí se konal každotýdenní trh. V současnosti se v domě nachází Informační kancelář pro mládež, výstavní síň a učebny.

- Klášter františkánů: Pochází z roku 1645. Na jeho fasádě lze najít výrazné obranné prvky. Jeho součástí je samotný klášter a jednolodní kostel.

- Františkánský seminář: Seminář patřil k důležitým institucím, protože se v něm vzdělávalo mnoho mladých lidí z celého Španělska. V tomto semináři probíhal první cyklus výuky teologie pro získání františkánského řádu.

## Typická gastronomie
V Benisse se traduje rčení "chobotnice a maso" (polp i missa), která odkazuje na jednu z gastronomických tradic města: dušenou chobotnici, kde se dušené maso nahrazuje chobotnicí. V Benisse, stejně jako v jejím okolí, které je spojeno mořem a horami, se mísí typické mořské speciality s venkovskými, a proto je její gastronomický repertoár široký a rozmanitý: cazuela de melva (tuňák v hrnci), "cocas al horno" nebo "sangre con cebolla" (krev s cibulí).
Jednou z typických gastronomických prvků, kterými je Benissa známá, jsou klobásy, které jsou tradičně uznávány jako jedny z nejlepších v Marina Alta.

## Slavnosti
Hlavními slavnostmi, které ve městě tradičně probíhají, jsou slavnosti na počest patrona Purísima Xiqueta, které se konají čtvrtou neděli v dubnu a trvají deset dní. Jejich součástí jsou bezplatné koncerty, býčí zápasy a emotivní výstup a sestup panny před a po procesí, kterého se účastní mnoho obyvatel Benissy.
Dalšími významnými svátky jsou svátky Maurů a křesťanů, které se konají na počest svátku sv. Petra o víkendu nejbližším 29. červnu.
Kromě těchto dvou slavností se v lednu koná také velký trh a Porrat na počest svatého Antonína, který trvá tři víkendy, z nichž poslední zahrnuje také středověký jarmark.
A konečně, Benissa má mnoho venkovských lokalit, ve kterých se konají vlastní malé sousedské slavnosti, jako jsou například slavnosti ve čtvrti San Antonio, které jsou nejtradičnější ve městě a které se konají v létě.

## Politika
| Periodo   | Nombre                                                                  | Partido              |
| --------- | ----------------------------------------------------------------------- | -------------------- |
| 1979-1983 | José Tent Berenguer                                                     |                      |
| 1983-1987 | José Tent Berenguer y Jaume Castells Ferrer                             | PSOE                 |
| 1987-1991 | Isidoro Mollá Carrió                                                    | CDS                  |
| 1991-1995 | Isidoro Mollá Carrió                                                    | CDS                  |
| 1995-1999 | Isidoro Mollá Carrió                                                    | Nezávislí            |
| 1999-2003 | Juan Bautista Roselló Tent                                              | PP                   |
| 2003-2007 | Juan Bautista Roselló Tent                                              | PP                   |
| 2007-2011 | Juan Bautista Roselló Tent                                              | PP                   |
| 2011-2015 | Juan Bautista Roselló Tent                                              | PP                   |
| 2015-2019 | Juan Bautista Roselló Tent (2015-2019) Abel Cardona Castell (2017-2019) | PP REINICIEM BENISSA |
| 2019-     | Arturo Poquet                                                           | PP                   |